# Tricimba
Tricimba är ett släkte av tvåvingar. Tricimba ingår i familjen fritflugor.

## Dottertaxa tillTricimba, i alfabetisk ordning[1][2]
- Tricimba aberrans
- Tricimba acuta
- Tricimba acuticercalis
- Tricimba adamsoni
- Tricimba aequiseta
- Tricimba albiseta
- Tricimba aliciae
- Tricimba anglemensis
- Tricimba angulata
- Tricimba angustigena
- Tricimba annulipes
- Tricimba antennata
- Tricimba approximata
- Tricimba armata
- Tricimba aurata
- Tricimba aureopilosa
- Tricimba auriculata
- Tricimba batucola
- Tricimba bhutanensis
- Tricimba biannulata
- Tricimba biloba
- Tricimba bimarginata
- Tricimba biseta
- Tricimba brevipila
- Tricimba breviradialis
- Tricimba breviventris
- Tricimba brunneihalterata
- Tricimba brunnicollis
- Tricimba calcarula
- Tricimba cana
- Tricimba cardamomi
- Tricimba carinata
- Tricimba carinifacies
- Tricimba caviventris
- Tricimba cincta
- Tricimba comoroensis
- Tricimba concava
- Tricimba confusa
- Tricimba convexa
- Tricimba crassiseta
- Tricimba curvata
- Tricimba deansi
- Tricimba difficilis
- Tricimba digitata
- Tricimba distigma
- Tricimba diversa
- Tricimba dugdalei
- Tricimba edentata
- Tricimba elongata
- Tricimba enderleini
- Tricimba excavata
- Tricimba exsinuata
- Tricimba exvittata
- Tricimba facialis
- Tricimba fascipes
- Tricimba flava
- Tricimba flavigena
- Tricimba flavipes
- Tricimba flaviseta
- Tricimba flavitibia
- Tricimba flavolineata
- Tricimba flavoscutellata
- Tricimba freidbergi
- Tricimba fungicola
- Tricimba fuscipes
- Tricimba fusciseta
- Tricimba grevei
- Tricimba hardyi
- Tricimba heratica
- Tricimba humeralis
- Tricimba hungarica
- Tricimba incisa
- Tricimba indica
- Tricimba indistincta
- Tricimba japonica
- Tricimba kaplanae
- Tricimba katepisternalis
- Tricimba kuscheli
- Tricimba lactipennata
- Tricimba laevigata
- Tricimba languida
- Tricimba lata
- Tricimba latigena
- Tricimba liepae
- Tricimba lineella
- Tricimba longicercalis
- Tricimba longigena
- Tricimba longiseta
- Tricimba lutea
- Tricimba maculata
- Tricimba magna
- Tricimba major
- Tricimba marina
- Tricimba melancholica
- Tricimba melanochaeta
- Tricimba meridiana
- Tricimba minuta
- Tricimba monochaeta
- Tricimba monosticha
- Tricimba multiseta
- Tricimba nigra
- Tricimba nigriseta
- Tricimba nigrofemorata
- Tricimba nitens
- Tricimba nitida
- Tricimba nitidifrons
- Tricimba nitidissima
- Tricimba obscura
- Tricimba occidentalis
- Tricimba ochripes
- Tricimba oligochaeta
- Tricimba pallidiseta
- Tricimba palpalis
- Tricimba pandanicola
- Tricimba papuensis
- Tricimba paraalbiseta
- Tricimba parasetulosa
- Tricimba parksorum
- Tricimba pendula
- Tricimba pilioculata
- Tricimba pilosa
- Tricimba pinguiseta
- Tricimba planiscutellata
- Tricimba pleichaeta
- Tricimba priori
- Tricimba propinqua
- Tricimba pubiantennata
- Tricimba pulla
- Tricimba puriseta
- Tricimba pygmaea
- Tricimba quadriseta
- Tricimba radhakrishnani
- Tricimba radiata
- Tricimba rectiantennata
- Tricimba rimata
- Tricimba scrobiculata
- Tricimba scutellata
- Tricimba selachopina
- Tricimba setosa
- Tricimba setulosa
- Tricimba sexsetosa
- Tricimba sextalis
- Tricimba seychellensis
- Tricimba sharoni
- Tricimba similata
- Tricimba similis
- Tricimba simplex
- Tricimba solomonensis
- Tricimba spinigera
- Tricimba steatodae
- Tricimba stigma
- Tricimba submagna
- Tricimba sulcata
- Tricimba tasmanensis
- Tricimba tecta
- Tricimba tenuis
- Tricimba thistletoni
- Tricimba tibialis
- Tricimba tinctipennis
- Tricimba tofinistrigata
- Tricimba tomentosa
- Tricimba tuberoscula
- Tricimba tuipuiensis
- Tricimba uniseta
- Tricimba walkerae
- Tricimba vanuatensis
- Tricimba watti
- Tricimba wauensis
- Tricimba virgulata
- Tricimba vulgaris